# ワン・ナイト・スタンド (1997年の映画)
『ワン・ナイト・スタンド』（One Night Stand）は、1997年のアメリカ合衆国の恋愛映画。マイク・フィギス監督、ウェズリー・スナイプス、ナスターシャ・キンスキー、カイル・マクラクラン出演。

## ストーリー
妻と2人の子供がいる、CMディレクターのマックス・カーライルは、出張でニューヨークを訪れていた。
その機会に、過去にけんか別れした親友で、HIVに感染したというゲイのチャーリーに会うことにするが、彼とは長年疎遠となっていたため、マックスは不安になる。チャーリーと会ったマックスは、彼に手術代の援助が必要か聞くが、冗談でごまかされる。マックスが息子の名前を、チャーリーにちなんでつけたと聞くと、チャーリーは援助が必要なときは連絡すると話す。翌日ホテルをチェックアウトし、ロビーでパートナーを待っているとき、胸に入れた万年筆がインク漏れしてシャツを汚してしまい、そこでカレンという女性と知り合い、彼女の部屋で着替えさせてもらうことになる。ロビーに戻ると、パートナーがすでに空港に向っていると知らされ後を追うが、その日は国連の祝賀パレードの影響で、道路は閉鎖されていたため間に合わなかった。カレンから、クラシックコンサートのチケットが余っていると言われていたマックスは、カレンがいるクラシックコンサートの会場にいき、2人でコンサートを聴くことにした。コンサート終了後、2人で街を歩いていると、突然カップルを装った強盗に襲われるが、隙を突いたマックスによって強盗は追い払われ、カレンの泊まっているホテルの部屋に着く。おびえるカレンは、マックスに一緒にいてほしいと話し、恋心が芽生えた2人は、その夜肉体関係を結ぶ。
次の日、ロサンゼルスに帰ったマックスだが、情事の痕跡が残っており、家族にばれそうになるが、言い訳で何とか隠しとおす。しかし、マックスはカレンのことが忘れられずにいた。徐々に夫婦関係が冷めるなか、親友のチャーリーは病状が悪化し死が近づいていた。

## キャスト
| 役名                   | 俳優                         | 日本語吹替 |
| ---------------------- | ---------------------------- | ---------- |
| マックス・カーライル   | ウェズリー・スナイプス       | 江原正士   |
| カレン                 | ナスターシャ・キンスキー     | 田中敦子   |
| ヴァーノン             | カイル・マクラクラン         | 小室正幸   |
| ミミ・カーライル       | ミン・ナ                     | 弘中くみ子 |
| チャーリー             | ロバート・ダウニー・Jr       | 井上倫宏   |
| チャーリー・カーライル | マーカス・T・ポーク          |            |
| サフロン・カーライル   | ナタリー・トロット           |            |
| ジョージ               | グレン・プラマー             | 高瀬右光   |
| マルゴー               | アマンダ・ドノホー           | すずき紀子 |
| ミッキー               | ゾーイ・ナゼンソン           | 岡本章子   |
| ドン                   | トーマス・ヘイデン・チャーチ | 有本欽隆   |
| フィル                 | ジョン・ラッツェンバーガー   | 茶風林     |
| マーヴ                 | トーマス・コパッチ           | 中博史     |
| ネイサン               | ヴィンセント・ワード         | 浜田賢二   |
| フロント係             | マイク・フィギス             | 茶風林     |
| 受付嬢                 | マーガレット・マキネン       | 浅野まゆみ |

## スタッフ
- 監督：マイク・フィギス
- 脚本：マイク・フィギス、ジョー・エスターハス
- 製作：マイク・フィギス、ボブ・インゲルマン、マイケル・デ・ルカ、リチャード・サパースタイン
- 撮影監督：デクラン・クイン
- プロダクションデザイナー：ワルデマー・カリノウスキー
- 編集：ジョン・スミス
- 衣裳デザイン：ローラ・ゴールドスミス、エニッド・ハリス
- 音楽：マイク・フィギス
- キャスティング：ナンシー・フォイ
- 日本語字幕：太田直子
- 吹替翻訳：井場洋子
- 吹替演出：清水洋史
- 吹替製作：東北新社

## 受賞とノミネート
| 賞                     | 部門       | 候補                   | 結果       |
| ---------------------- | ---------- | ---------------------- | ---------- |
| サテライト賞           | 作曲賞     | マイク・フィギス       | ノミネート |
| ボストン映画批評家協会 | 助演男優賞 | ロバート・ダウニー・Jr | ノミネート |
| ヴェネツィア国際映画祭 | 男優賞     | ウェズリー・スナイプス | 受賞       |